# Russula rugulosa
Russula rugulosa é um fungo que pertence ao gênero de cogumelos Russula na ordem Russulales. A espécie foi descrita cientificamente por Charles Horton Peck em 1902.